# 奥地利抵抗运动
奥地利抵抗运动为反抗欧洲法西斯主义的兴起，特别是1938年德奥合并后德国占领奥地利而诞生。
据报道，约有100,000人参加了这次抵抗，其中数千人随后因反纳粹活动而被监禁或处决。奥地利抵抗运动的标志之一是“O5”，其中“5”代表“E”，而“OE”代表的是“Österreich”（奥地利）的“Ö”。这个标志被刻在了维也纳的圣斯特凡大教堂一块石头上。
1943 年的莫斯科宣言宣布德国对奥地利的占领无效，为战胜纳粹德国后建立自由的奥地利奠定了框架。该宣言声称：“然而，奥地利需因站在希特勒德国一侧参加战争、在最终解决方案中扮演的角色，而负起无从回避的责任。” 

## 概述

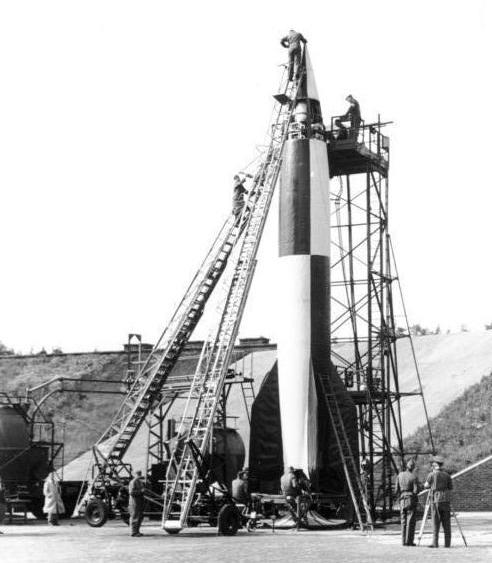
V-2火箭的计划和生产地点的情报由海因里希·迈尔的小组提供给盟军。

奥地利抵抗组织有时在意识形态上有所分歧，反映了奥地利各政党战前的政治光谱。
奥地利抵抗运动中最出色的是以海因里希·迈尔 (Heinrich Maier)神父为核心的抵抗组织。这个天主教抵抗组织希望在战后重振哈布斯堡王朝，并非常成功地将V-1 、 V-2 火箭、虎式坦克和飞机的生产计划及设施（包括梅塞施密特 Bf 109战斗机 、Me 163战斗机等）等情报传递给盟军。抵抗组织与美国战略情报局在瑞士的负责人艾伦·杜勒斯有联系，随后被盖世太保发现。盟军轰炸机得以凭借生产设施的位置草图，进行精确的空袭，从而避免误炸居民区。这些情报对“十字弓行动”和“九头蛇行动”的顺利展开很重要，而这两项都是霸王行动的前置任务。与许多其他德国抵抗组织相比，迈尔的组织通过与奥斯威辛附近的森佩里特工厂的接触，很早就得知了犹太人被屠杀的情况。 
除了武装抵抗之外，抵抗组织成员还帮助犹太男人、女人和儿童躲避纳粹当局的迫害，将处于危险中的人们藏在他们的家中或其他安全屋中，储存或交换他们的财产以筹集资金支持他们，和（或）帮助他们逃离该国。每一个抵抗成员都过着危险的生活，因为对犹太社区的援助行为一旦被发现，就会被监禁在集中营，最终被处以死刑。这些“沉默的英雄”包括罗莎·斯托鲍默和她的丈夫安东。他们在1942年被盖世太保逮捕，被送往德国达豪集中营。尽管安东活了下来，但罗莎·斯托鲍默后来被转移到奥斯威辛集中营，最终在她 45 岁生日前一周在那里去世。

## 參考文獻

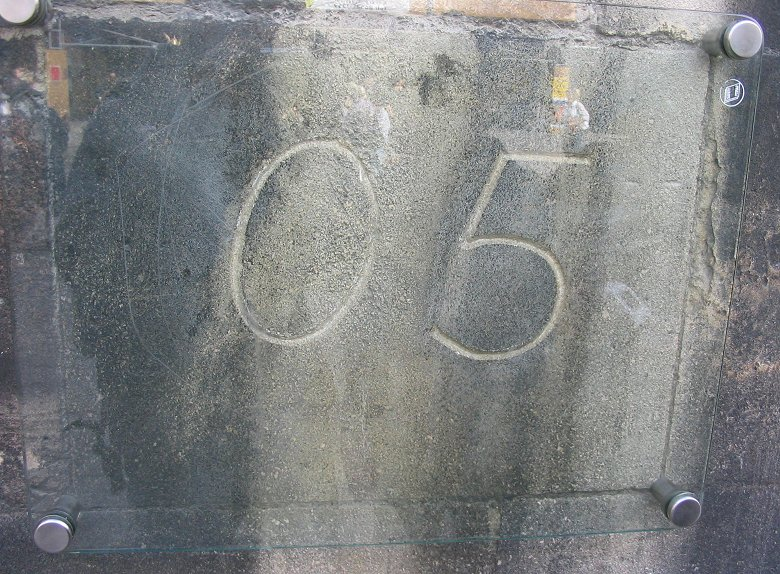
维也纳圣斯特凡大教堂的奥地利抵抗运动的标志